# William Grant Still
William Grant Still Jr., född 11 maj 1895 i Woodville i Mississippi, död 3 december 1978 i Los Angeles i Kalifornien, var en amerikansk kompositör av nästan tvåhundra verk, inklusive fem symfonier, fyra baletter, nio operor, mer än trettio körverk, sånger, kammarmusik och verk för soloinstrument. 
Still föddes i Mississippi, växte upp i Little Rock, Arkansas, studerade på Wilberforce University och Oberlin Conservatory of Music, och var elev till George Whitefield Chadwick och senare Edgard Varèse. På grund av sin nära association och samarbete med betydande afroamerikanska litterära och kulturella personer anses Still vara en del av Harlemrenässansen.
Still benämns ofta som "Dean of Afro-American Composers" och var den första amerikanske kompositör att få en opera uppsatt av New York City Opera. Still är mest känd för sin första symfoni, Afro-American Symphony (1930), vilken fram till 1950 var den mest framförda symfoni av en amerikan. Också noterbart är att Still var den förste afroamerikan att dirigera en större amerikansk symfoniorkester, den förste att få en symfoni (just sin Afro-American Symphony) framförd av en ledande orkester, den förste att få en opera uppförd av ett större operahus och den förste att få en opera sänd på TV.

## Biografi
William Grant Still Jr. föddes den 11 maj 1895 i Woodville, Mississippi. Han var son till två lärare, Carrie Lena Fambro (1872–1927) och William Grant Still Sr. (1871–1895). Hans far var delägare i en lanthandel och framträdde som lokal bandledare. William Grant Still Sr. dog när hans son var tre månader gammal.
Stills mor flyttade med sonen till Little Rock i Arkansas, där hon undervisade i engelska. 1904 mötte hon Charles B. Shepperson vilken hon gifte sig med. Shepperson uppmuntrade styvsonen Williams musikintresse genom att ta med honom på operetter och köpa grammofonskivor med klassisk musik, vilket pojken uppskattade mycket. De två närvarade vid ett antal föreställningar av turnerande musiker. Hans mormor Anne Fambro sjöng afroamerikanska spirituals för honom.

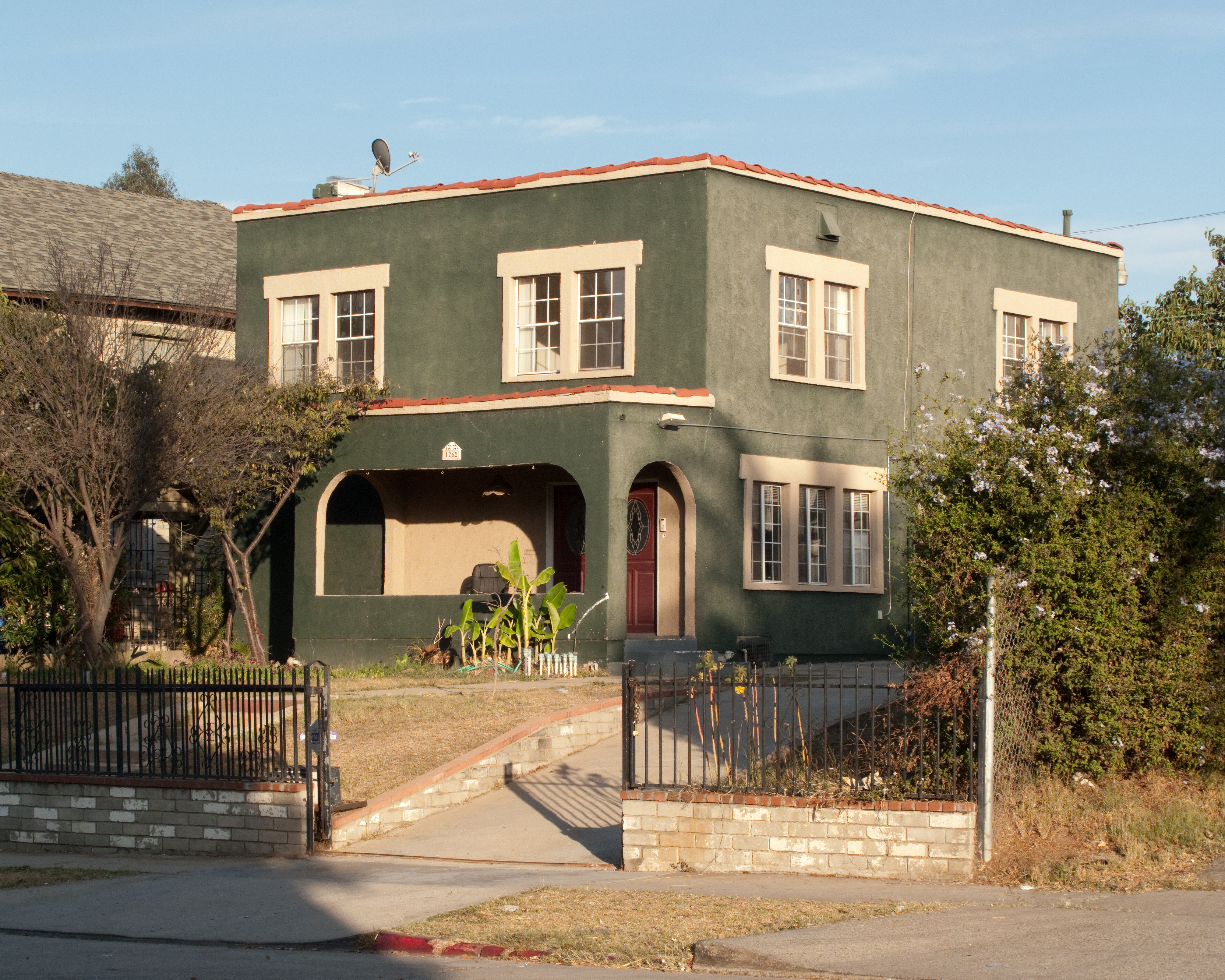
William Grant Stills hem på 1262 South Victoria Avenue, 2012

Still började ta fiollektioner i Little Rock vid 15 års ålder. Han lärde sig själv att spela klarinett, saxofon, oboe, kontrabas, cello och viola, och visade ett stort intresse för musik. Vid 16 års ålder höll han examenstalet i M. W. Gibbs High School (en High school för afroamerikaner) i Little Rock.
William Grant Stills mor ville att han skulle gå läkarlinjen och han började på Wilberforce University, ett college för högre studier, i Ohio. Han blev medlem studenföreningen Kappa Alpha Psi. Han dirigerade universitetsbandet, lärde sig spela olika instrument och började komponera och göra orkestreringar. Han lämnade Wilberforce utan examen.
Efter att ha fått ett litet arv från fadern började han studera på Oberlin Conservatory of Music. Still arbetade som vaktmästare på skolan förutom några andra extrajobb utanför skolan, men hade ändå svårt med ekonomin. När professor Lehmann frågade Still varför han inte studerade komposition svarade Still ärligt att han inte hade råd, vilket ledde till att George Andrews gick med på att lära honom komponera gratis. Han studerade även privat för den moderne franske kompositören Edgard Varèse och den amerikanske kompositören George Whitefield Chadwick.
Den 4 oktober 1915 gifte sig Still med Grace Bundy, som han hade träffat under studietiden på Wilberforce. De fick en son, William III, och tre döttrar, Gail, June och Caroline. De separerade 1932 och skilde sig den 6 februari 1939. Den 8 februari 1939 gifte han sig med pianisten Verna Arvey, de gifte sig i Tijuana eftersom blandäktenskap var olagliga i Kalifornien. De fick dottern Judith Anne, och sonen Duncan. Stills barnbarn är journalisten Celeste Headlee, en dotter till Judith Anne.
Den 1 december 1976 utnämndes hans hem som "Los Angeles Historic-Cultural Monument #169". Det ligger på 1262 Victoria Avenue i Mid-Wilshire i Kalifornien.

## Utmärkelser
Asteroiden 6116 Still är uppkallad efter honom.

## Karriär

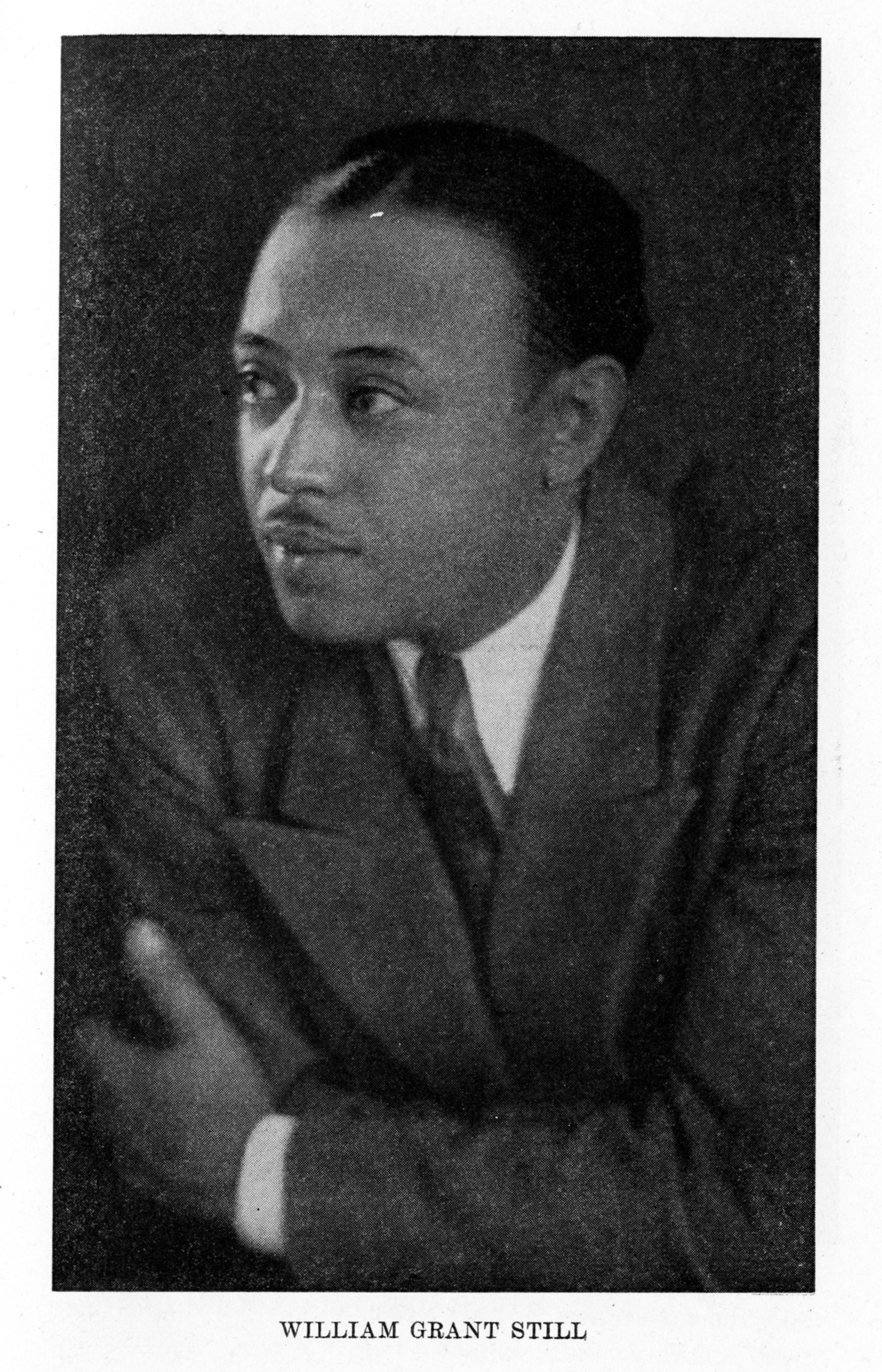
William Grant Still

1916 arbetade Still i Memphis för W.C. Handys band. 1918 anslöt sig Still till USA:s flotta i Första världskriget. Efter kriget for han till Harlem, där han fortsatte att arbeta för Handy. Under tiden i Harlem umgicks Still med andra prominenta personer av Harlemrenässansen såsom Langston Hughes, Alain Locke, Arna Bontemps och Countee Cullen, och Still ansågs tillhöra rörelsen.
Still gjorde inspelningar med Fletcher Hendersons dansorkester 1921, och spelade senare i teaterorkestern i Noble Sissle och Eubie Blakes musical Shuffle Along och i andra orkestrar hos Sophie Tucker, Artie Shaw och Paul Whiteman. Tillsammans med Henderson anslöt han sig till Henry Paces Pace Phonograph Company (Black Swan). Senare på 1920-talet arbetade Still som arrangör av "Yamekraw", "a Negro Rhapsody" (1930), komponerad av James P. Johnson.
Stills första större orkesterverk var hans Symphony No. 1 "Afro-American", som framfördes 1931 av Rochester Philharmonic Orchestra dirigerad av Howard Hanson. Det var första gången som ett helt verk av en afroamerikan framfördes av en större orkester. I slutet av andra världskriget hade stycket framförts i New York, Chicago, Los Angeles, Berlin, Paris och London. Fram till 1950 var symfonin den populäraste av alla symfonier komponerade av en amerikan. Still utvecklade ett professionellt samarbete med Hanson; många av Stills verk framfördes första gången i Rochester.
1934 flyttade Still till Los Angeles. Han erhöll sitt första Guggenheim Fellowship och började arbeta på den första av sina nio operor: Blue Steel.
1936 dirigerade Still Los Angeles Philharmonic Orchestra i Hollywood Bowl; han var den första afroamerikan som dirigerade en stor amerikansk orkester i ett framförande av sina egna verk.
Still arrangerade musik till filmer. Bland dessa kan nämnas: Pennies from Heaven (i filmen spelade Bing Crosby och Madge Evans) och Lost Horizon (i filmen spelade Ronald Colman, Jane Wyatt och Sam Jaffe). Till Lost Horizon arrangerade han musik av Dimitri Tiomkin. Still anlitades också till att arrangera musiken till filmen Stormy Weather (1943) men lämnade värvet då "20th Century Fox 'förnedrade färgade människor.'"
Still komponerade Song of a City till Världsutställningen 1939 i New York. Sången spelades oupphörligen under utställningen av orkestern "Democracity." Enligt Stills barnbarn kunde Still endast besöka utställningen utan polisskydd på "Negro Day".
Stills opera Troubled Island, fullbordad 1939, om Jean-Jacques Dessalines och Haiti, framfördes 1949 av New York City Opera. Det var första gången en amerikansk opera framfördes av det operasällskapet och den första opera komponerad av en afroamerikan att framföras av ett större operasällskap. Still blev upprörd över de negativa recensionerna.
1955 dirigerade han New Orleans Philharmonic Orchestra; han var den första afroamerikanen som dirigerade en större orkester i Sydstaterna. Stills verk framfördes utomlands av Berlinerfilharmonikerna, London Symphony Orchestra, Tokyos filharmoniska orkester och BBC Orchestra.
Operan A Bayou Legend från 1981 var den första av en afroamerikan att framföras i nationell TV.
Still var känd som "Dean of Afro-American Composers". Still och Arveys efterlämnade papper förvaras hos University of Arkansas.

## Kompositioner i urval
Still komponerade nästan 200 verk, inklusive nio operor, fem symfonier, fyra baletter, sånger, kammarmusik och verk för soloinstrument. Han komponerade fler än trettio körverk. Många av hans verk anses ha förkommit.
| - Saint Louis Blues (komp. W.C.Handy; arr. Still; 1916) - Hesitating Blues (komp. W.C.Handy; arr. Still; 1916) - From the Land of Dreams (1924) - Darker America (1924) - From the Journal of a Wanderer (1925) - Levee Land (1925) - From The Black Belt (1926) - La Guiablesse (1927) - Yamekaw, a Negro Rhapsody (komp. J.P. Johnson; arr. Still; 1928) - Sahdji (1930) - Africa (1930) - Symphony No. 1 "Afro-American" (1930, reviderad 1969) - A Deserted Plantation (1933) - The Sorcerer (1933) - Dismal Swamp (1933) - Blue Steel, opera (1934) - Kaintuck (1935) - Three Visions (1935) - Summerland (1935) - A Song A Dust (1936) - Symphony No. 2, "Song of A New Race" (1937) - Lenox Avenue (1937) | - Song of A City (1938) - Seven Traceries (1939) - And They Lynched Him on A Tree (1940) - Miss Sally's Party (1940) - Can'tcha line 'em, för orkester (1940) - Old California (1941) - Troubled Island, opera, producerad 1949 (1937–39) - A Bayou Legend, opera (1941) - Plain-Chant for America (1941) - Incantation and Dance (1941) - A Southern Interlude (1942) - In Memoriam: The Colored Soldiers Who Died for Democracy (1943) - Suite for Violin & Piano (1943) - Festival Overture (1944) - Poem for Orchestra (1944) - Bells (1944) - Symphony No. 5, "Western Hemisphere" (1945, reviderad 1970) - From The Delta (1945) - Wailing Woman (1946) - Archaic Ritual Suite (1946) - Symphony No. 4, "Autochthonous" (1947) - Danzas de Panama (1948) | - From A Lost Continent (1948) - Miniatures (1948) - Constaso (1950) - To You, America (1951) - Grief, originally titled as Weeping Angel (1953)[källa behövs] - The Little Song That Wanted To Be A Symphony (1954) - A Psalm for The Living (1954) - Rhapsody (1954) - The American Scene (1957) - Serenade (1957) - Ennanga (1958) - Symphony No. 3, "The Sunday Symphony" (1958) - Lyric Quartette (1960) - Patterns (1960) - The Peaceful Land (1960) - Preludes (1962) - Highway 1, USA, opera (1962) - Folk Suite No. 4 (1963) - Threnody: In Memory of Jan Sibelius (1965) - Little Red School House (1967) - Little Folk Suite (1968) - Choreographic Prelude (1970) |